# 风险社会
风险社会（英語：Risk society）是当代社会学的重要理论概念，主要由德国社会学家乌尔里希·贝克和英国社会学家安东尼·吉登斯在20世纪80年代末提出和发展。该理论认为，现代工业社会已经转变为一种新的社会形态——风险社会，其核心特征是人类活动本身成为了主要的风险来源。
与传统社会主要面临自然灾害、饥荒等外部风险不同，风险社会的突出特点是“制造性风险”的大量出现。这些风险源于现代化进展本身，如核技术、化学工业、基因工程等技术应用产生的潜在危险。这类风险的特征是全球性、长期性和不可逆性，超越了传统的地域和阶级边界。
此概念在1980年代于贝克的专著《风险社会：新的现代性之路》中提出，在90年代风靡学界，既因其勾连了更宏阔的现代性思想脉络，也缘于契合公众讨论焦点，特别是彼时持续升温的环境关切。此后，风险社会理论不断发展完善，形成了包括个体化、反思性现代化、世界风险社会等在内的完整理论体系。

## 理论基础

### 定义
英国社会学家安东尼·吉登斯提出，风险社会是“一个日益关注未来（同时也关注安全）的社会，这种关注催生了风险的概念”。 而德国社会学家乌尔里希·贝克则将其定义为“用以应对由现代化本身所诱发、引入的危险与不确定性的一种系统性方式”。
贝克对现代化的定义如下：
它表现为技术合理化的浪潮以及工作与组织的变革，但远不止于此：现代化还涵盖了社会特征与常规人生轨迹的变迁、生活方式与婚恋形态的转变、权力与影响力结构的调整、政治压制与参与形式的更迭、现实观念与知识规范的更新。在社会科学对现代性的理解中，犁具、蒸汽机车和微芯片是可见的表征，其背后是更深层的过程，这一过程涵盖并重塑了整个社会结构。

### 背景
多个思想潮流为这一理论的形成奠定了基础。罗马俱乐部在《增长的极限》中首次系统地警示了无限增长模式可能导致的生存危机。里夫金透过熵理论揭示工业文明中能量消耗与时间紧迫性的矛盾。法兰克福学派则深入剖析了工具理性导致的异化现象，认为这种异化最终会引发生态灾难。与此同时，后现代主义思潮对传统理性主义与进步主义提出了根本性质疑。
贝克和吉登斯都坚定地从现代性的视角探讨风险社会。现代性被吉登斯定义为“一种指称现代社会或工业文明的简略称谓。...（现代性）远为比以往任何社会形态都更具活力。这是一个...不同于所有先前文化、着眼于未来而非过去的社会。”他们也深入借鉴了反身性的概念，即社会在自我审视的过程中，反过来也在改变自身。古典现代性社会理论的核心问题是财富及其分配方式，而新现代性社会理论的焦点在于风险防范、风险最小化和风险管理，例如对核事故风险进行管理，因此被贝克称为“风险社会”。

## 核心概念

### 个体化过程
个体化过程是风险社会理论的核心概念之一。简单来说，个体化是指传统社会中那些为个人提供稳定身份和保障的结构——如固定的阶级地位、稳定的家庭结构、终身职业模式和统一的宗教信仰——正在逐渐松动甚至消解。
这种变化意味着个体被“释放”出来，获得了更多的自由和选择机会，但同时也被迫在更大程度上为自己的人生轨迹、身份认同和生活选择承担责任。贝克强调，个体化并非指纯粹的个人主义或社会孤立，而是现代性发展到反思性阶段的一种核心结构性转变，也是社会结构变迁的重要动力。
个体化与风险分配共同推动着风险社会的形成。在这个过程中，个人拥有了前所未有的选择自由，但也必须独立面对日益复杂的风险和不确定性冲击。齐格蒙特·鲍曼透过伦理学分析指出，在现代社会中，个体面临的核心挑战是如何调和自身与日常生活中无处不在的风险和恐惧。
具体而言，个体化要求人们主动构建自身生活，形成独特的自我认同，并对自身选择及其潜在后果（包括各种风险）承担完全责任。这一过程深刻改变了个人与社会制度之间的关系。矛盾的是，虽然个人获得了更多自主权，但他们对教育系统、就业市场、社会福利机构等的依赖程度反而增加了，因为这些制度成为了应对外部风险环境的重要保障基础。

### 反思性现代化
反思性现代化（Reflexive modernization，也译作自反性现代化）是理解风险社会的核心视角。这个视角描述了当社会发展进入高度现代性阶段后，其自身建构的理念、制度、技术及实践成为批判性审视的对象这一过程。
社会不再盲目相信现代化就等于进步，而是开始质疑和反思现代化可能带来的负面后果。斯科特·拉什总结称，反思性现代化是关于相对结构的一种社会行动者或其“能动作用”的日益增长的权力的理论。
这种反思性的出现有其社会原因。传统现代化路径所产生的一系列非预期的社会和环境后果的根源在于第一次现代化的极端化及其衍生的系统性副作用，这成为社会公众、政治力量乃至科学共同体反思的对象。
在贝克的社会变迁周期理论中，反思性现代化意味着社会不再将现代化进程视为简单的、线性向前的“进步”，而是开始系统性地评估其潜在的负面影响和根本局限性。这种转变在知识领域表现得尤为明显。知识（包括科学知识）在风险社会中不再被无条件信任，尤其是在它自身的应用产生巨大系统性风险之后，这种不断的自我审视、质疑和基于反思进行的调整过程，是风险社会动态演进的关键机制。

### 风险社会
贝克认为现代性发展到今天已然断裂，二十世纪后半叶之前的现代社会是古典工业社会，而目前是一种新的社会形式——风险社会。他将以充分的劳动分工为特征的古典工业社会和风险社会区分开来，认为劳动社会和风险社会展示了两种不同的社会运作逻辑，表达着不同的价值体系，同时风险性质也有所差异。不同于前工业时代对其灾害的应对，工业社会发展了一套应对其自身产生的不确定性的制度安排，核心是风险计算、保险制度和法律补偿，这一逻辑“掩盖了风险的工业根源”。
贝克对世界级风险的论述建立在“第一现代性”到“第二现代性”的转变的基础之上。他认为，核能、化学、基因技术等“巨型威胁”的出现，彻底颠覆了工业社会的风险计算逻辑。因此，古典的现代性（第一现代性）的核心议题是财富以及如何更公平地分配财富，而第二现代性的核心议题则是风险以及如何防范风险。

### 风险类型
吉登斯的风险社会理论首先区分外部风险和制造性风险，并认为这一断裂标志着工业社会迈向风险社会“第二现代性”的核心转折。传统社会主要面临的是外部风险，即源于自然或外部力量的危险，例如自然灾害、饥荒、瘟疫等这些风险通常被认为是独立于人类决策的“命运”。
而风险社会的重要特征之一是制造性风险的突出地位，这类风险源于人类自身发展决策所产生，是现代工业化、科技应用和社会组织进程的非预期后果。制造性风险是人类有意识活动的产物；具有“去地方化”（Delocalization）特征，其后果在时间和空间上可能具有潜在性和长期性；其因果关系通常复杂且需要专业知识才能辨识。在分配逻辑上，制造性风险突破地域与阶层边界，呈全球化扩散，且可能“回旋”危及风险制造者自身，这正是贝克所谓的“回旋镖效应”（boomerang effect）。制造性风险的普遍性与不可预测性构成了当代风险社会的核心议题，并促使政治、经济与科学体制进入持续的反思与治理模式。

## 特征和表现

### 环境治理

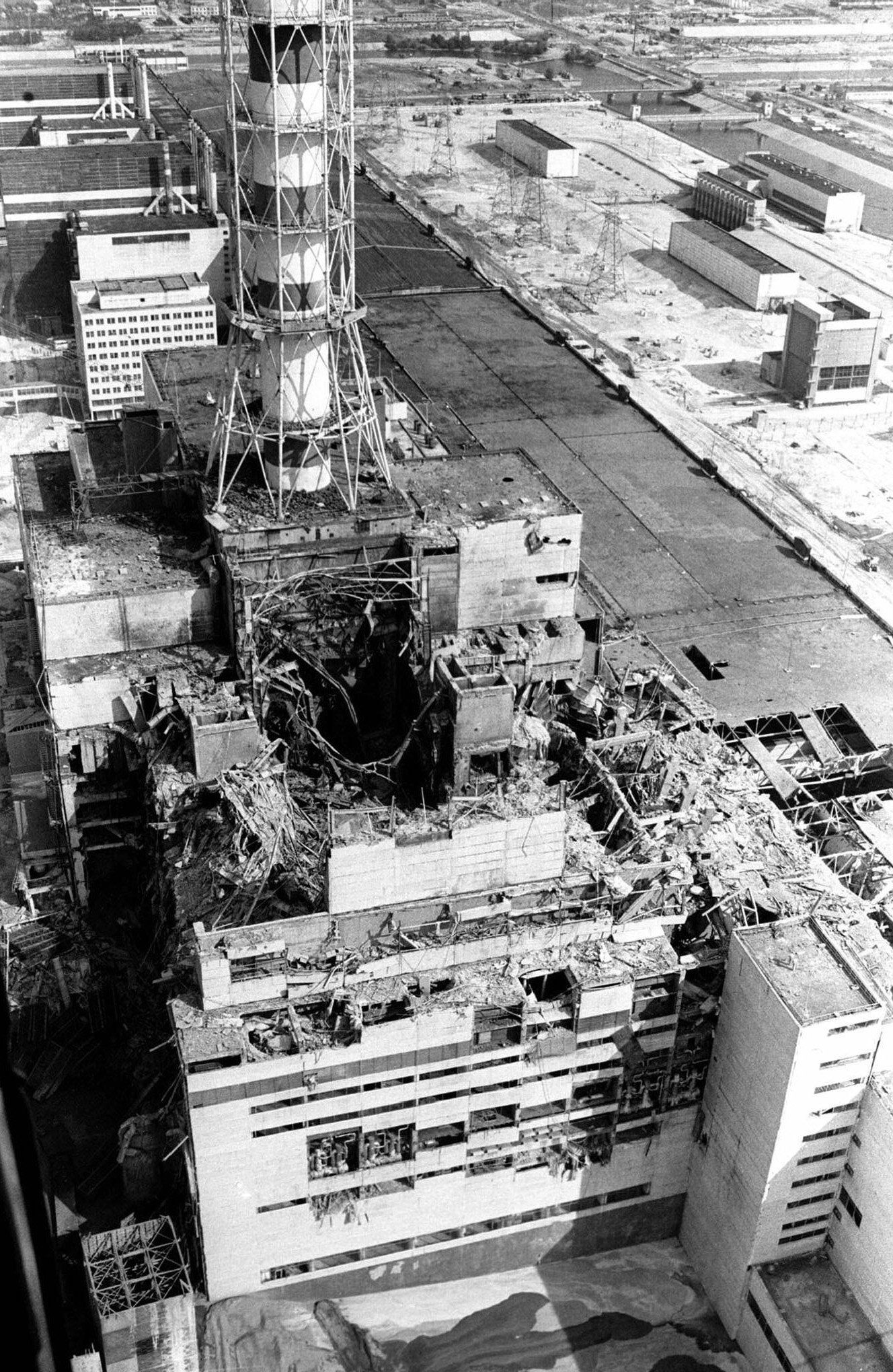
切尔诺贝利核事故中爆炸的四号反应炉

1986年，切尔诺贝利核事故发生后不久，慕尼黑大学社会学教授乌尔里希·贝克出版了他极具影响力且具有开创性意义的著作《风险社会》（德語：Risikogesellschaft）的德文原版。生态危机是贝克对当代社会进行分析的核心议题。贝克认为，环境风险已成为工业社会的核心产物，而不仅仅是一种、可管理的副作用。
吉登斯和贝克指出，尽管人类始终面临一定程度的风险（如自然灾害），但这些风险通常被视为由非人为力量所致。然而，现代社会所暴露的风险，如污染、新发现的疾病、犯罪等，恰恰是现代化进程本身的结果。吉登斯将这两类风险定义为外部风险和制造性风险。
由于制造性风险是人类活动的产物，吉登斯和贝克等学者认为，社会有能力评估正在产生或即将产生的风险水平。这种反思性自省反过来可以改变计划中的活动本身。切尔诺贝利灾难和爱河事件等削弱了公众对现代化项目的信心，导致对工业、政府和专家的普遍不信任。
社会关切促使核电行业监管加强，部分扩张计划被放弃，从而改变了现代化进程本身的方向。对现代工业实践的日益增长的批判，被认为导致了反思性现代化的状态，这体现在诸如可持续性和预防原则等概念上，这些概念侧重于采取预防性措施以降低风险水平。

### 社会分层
关于风险社会与社会等级和阶级区分相互作用的关系，学界存在不同见解。大多数学者认同，随着制造性风险和反思性现代化的出现，社会关系已然改变。风险如财富一样，在人口中分布不均，并对生活质量产生影响。
贝克认为，主要基于财富积累的旧有阶级结构形式，在现代风险社会中趋于萎缩。在风险社会中，人们占据着通过风险规避而获得的社会风险地位。“在某些方面，这些地位遵循阶级和阶层地位的不平等，但它们引入了一种根本不同的分配逻辑”。 贝克主张广泛存在的风险具有“回旋镖效应”，制造风险的个体最终也将暴露于这些风险之中。这一论点表明，其资本在很大程度上制造了污染的富裕阶层，当污染物渗入供水系统时，同样会遭受其害。这一观点看似过于简单化，因为富人可能更有能力减轻风险（如购买瓶装水）。然而，贝克强调，此类风险的分配更多取决于知识而非财富。虽然富人可能拥有规避风险的资源，但如果他们甚至不知道风险的存在，规避也就无从谈起。不过，风险并非只针对特定社会阶层或地区，因为它不会遗漏任何人，可以影响所有人，无论其社会阶层如何，无人能免于风险。
相比之下，吉登斯则认为，旧有的阶级结构在风险社会中仍扮演着相对更重要的角色，现在阶级部分地被定义为“在获取自我实现（self-actualization）和賦權（empowerment）形式方面的差异化途径”。 吉登斯也比贝克更倾向于以积极的态度看待风险社会的概念，他认为“绝不能仅仅对风险持否定态度。风险需要被约束，但主动承担风险是充满活力的经济和创新型社会的核心要素。”

### 政治参与
风险社会的出现重新定义了政治参与的形式和边界。贝克提出“亚政治”（subpolitics）概念，指传统议会政治之外兴起的决策领域。
贝克认为，亚政治的出现有其深刻的社会根源。一方面，福利国家的干预主义因过去的成功而逐渐被削弱。另一方面，技术创新（如核能、基因工程）带来了传统政治体系难以应对的不可控风险，这些风险挑战了传统政治的边界和能力。
具体而言，“亚政治”主要表现在两个层次。首先，宪法保障的基本权利推动政治去中心化，公民通过市民团体、社会运动和公共舆论等新形式参与政治，限制了国家行动空间。其次，技术经济决策因其广泛的社会影响而失去“非政治”特性，形成需承担责任的亚政治领域——企业研发和科技应用在此直接触发社会变革，但其决策风险与责任机制失衡，迫使专业系统接受司法和公共领域监督，面临新的伦理与正当化压力。
贝克认为亚政治是民主制的文化民主化的阶段之一，是民主制走向民主化过程的一个阶段。在风险社会中，“新型社会的结构根据知识发展的最终目标在议会制度之外而获得实现，其手法不是与之对立，而是简单地忽略它”。他还提出简单政治与反思性政治的区分是与政治和亚政治的区分相交叉的。
| 政治的位置与种类 | 政治的性质和阶段                           | 政治的性质和阶段                       |
| ---------------- | ------------------------------------------ | -------------------------------------- |
| 政治的位置与种类 | 简单政治                                   | 反思性政治                             |
| 政治系统的政治   | 象征性政治，增长，充分就业，技术和社会进步 | 经济重新或国家嬗变                     |
| 亚政治           | 简单专家理性，技术专家和官僚行动的支配     | 理性改革，政治企业家，职业作为政治行动 |

在反思性现代化的情景下，科学理性与社会理性之间出现断裂。贝克认为，科学对理性的垄断已经终结，社会理性通过市民社会的“亚政治”所驱动的社会运动挑战专家权威，个体通过新社会运动而非传统政党表达关切，要求风险管理者、科学家和政府官员提供更大的透明度、参与和问责制。
贝克同时强调需要打破政治与非政治领域的僵硬界限，这也是其“政治的解放”的部分内容，政治不再只留待中央政府处理，而越来越成为各式各样的亚群体乃至个人的职权。这些亚群体及个人比中央政府更具有反身性和自我批判性。在面对与第二现代性有关的风险时，他们也具有反思及以更合理的方式处理的能力。曾经是科学专属领域的事务现在成为激烈政治辩论的主题，政治必须“（重新）发明”自身以应对风险社会的挑战。

### 世界风险社会
乌尔里希·贝克在《世界风险社会》及相关论文中提出，“世界风险社会”是现代化进程中技术-工业文明引发的反思性现代性后果，认为全球风险的本质是“非知识”（not-knowing）的统治，人类被迫在不确定中决策生存问题。与传统自然风险不同，制造性风险具有时空延展性（超越地域与代际边界）和不可归责性（责任主体模糊）的特征。
吉登斯进一步指出，此类风险源于“脱域机制”（如金融资本流动等社会关系从具体时空抽离的机制），使局部事件能迅速升级为跨国危机。世界风险社会的根本矛盾在于风险生产逻辑已深度嵌入全球资本主义体系，而应对机制仍受限于民族国家主权框架，导致不可控风险与制度化管控之间断裂。贝克认为，全球风险迫使人类在伦理责任的规范性与跨国治理的制度性层面迈向世界主义现实政治。

## 评价和争议
贝克利用风险作为观察社会深层变化的视角，学界将其作品誉为重要的理论里程碑，在学界内外均产生重要影响。《风险社会》销量超6万册，创社会科学类非教材类著作销售记录。其为应对全球风险提供批判性框架，是与玛丽·道格拉斯的文化理论、米歇尔·福柯的治理性并列的风险研究三大范式之一。但是，社会学界对其理论接受度不一，批评声音显著。
批评者主要在方法论上提出批评。有学者指出，贝克对“自然灾害”和“人为风险”的二元区分过于简化，他们认为，环境史研究表明，自然与社会的相互作用贯穿人类历史，许多所谓的“自然”灾害实际上包含人为因素，而现代风险也往往具有自然成分。另一方面，学者们批评该理论过度依赖切尔诺贝利等个案，缺乏系统的经验研究支撑且对各个基础概念的关系界定不清。
同时，亦有学者批评风险社会理论忽视具体领域风险的作用，倾向于将特定事件的影响过度概括为普遍趋势，忽视了风险分布和感知的复杂性。比如忽视传统社会分层（如阶级、性别、种族）的持续性影响；环境风险非核心，结构性压迫（如种族主义、贫困）仍主导个体风险体验等。另外，还对大众媒体在风险建构中的核心作用的论述分散。在“科学理性”和“社会理性”的关系上，有学者认为公众对科学的态度比贝克描述的更为复杂和多元，而非简单归结为“专家系统的失败”和“公众信任的流失”。

## 应用和发展

### 应用研究
西蒙·科特尔（Simon Cottle）梳理了贝克理论中关于大众媒体的观点，认为在风险社会中，媒体兼具风险的“社会建构”、“社会争议”和“社会批判”的三重角色。媒体使“不可见风险”（如核辐射、化学污染）通过符号化（如图像呈现）成为公共议题；也是科学知识、政府、企业与公众就风险定义进行博弈的场域，另外，还会揭露制度性失责，推动对风险的政治反思。
在健康与医疗方面，风险社会理论亦有较多应用。安妮·彼得森（Anne Petersen）分析健康领域的风险治理机制，指出在风险社会中，健康促进政策扮演着“个体化规训”、“科学争议场域”和“不平等遮蔽”的角色。黛博拉·卢普顿（Deborah Lupton）利用风险社会理论，剖析公共卫生领域的风险话语，揭示其作为“道德审判”、“责任转嫁”和“权力规训”的功能。

### 和其他风险理论的异同
玛丽·道格拉斯和威尔达夫斯基提出“风险的文化理论”，被视为社会科学领域中风险研究的开先河者。他们认为个体和社会群体对风险的感知和选择关注哪些风险，是由其特定的文化偏见塑造的，强调了风险理解和争议的文化根植性和社会结构基础，将风险本质视为维护社会团结的“归咎工具”。与贝克强调工业社会转向“风险社会”的历史断裂性不同，“风险的文化理论”主张风险感知的历史延续性。贝克则认为认为科技发展带来的生态灾难是前所未有的、不可逆的“超级风险”，威胁人类存续。
尼克拉斯·卢曼则提供了一个不同的系统理论视角。他认为风险并非客观存在，而是系统观察的产物，是系统在面对不确定未来时进行决策的认知形式。这挑战了贝克关于风险分配、“回旋镖效应”等更具实质性的描述，指向其认识论差异，强调复杂性、偶连性和系统沟通逻辑在风险感知和处理中的作用。

## 延伸阅读
- 贝克; 邓正来; 沈国麟.  (PDF). 社会学研究. 2010, (5): 208-231.
- 郑永年; 黄彦杰. . 文化纵横. 2012, (5): 50–56. CNKI WHZH201205015.
- 林宗弘; 蕭新煌; 許耿銘.  (PDF). 調查研究—方法與應用. 2018-09-22, (40).

### 引用
1. 1 2 3  Beck 1992a，第260頁.
2. 1 2 3 4  约翰·斯科特 & 戈登·马歇尔 2023，第1165-1166頁.
3. ↑  Giddens & Pierson 1998，第209頁.
4. ↑  Beck 1992a，第21頁.
5. ↑  Beck 1992a，第50頁.
6. ↑  郑红娥 & 宋冉冉 2009.
7. ↑  张文霞 & 赵延东 2011.
8. ↑  Giddens & Pierson 1998，第94頁.
9. 1 2 3 4 5 6  乔治·瑞泽尔 2022，第418-420頁.
10. ↑  George Ritzer 2005，第648-650頁.
11. 1 2 3 4  Beck 1992b.
12. 1 2  Jarvis 2007.
13. 1 2  Beck & Beck-Gernsheim 2001，第22-29頁.
14. 1 2  杨君 2021.
15. 1 2  Mythen 2004，第11-29頁.
16. ↑  Bauman 2000.
17. ↑  乌尔里希·贝克, 安东尼·吉登斯 & 斯科特·拉什 2001，第140頁.
18. ↑  Fischer 1998.
19. ↑  乌尔里希·贝克 2001，第22頁.
20. ↑  Hanlon 2010.
21. ↑  乌尔里希·贝克, 安东尼·吉登斯 & 斯科特·拉什 2001，第62頁.
22. ↑  Beck 1992a，第19頁.
23. ↑  Beck 1992a，第35頁.
24. ↑  乌尔里希·贝克 2001，第19頁.
25. ↑  安东尼·吉登斯 2000，第111頁.
26. ↑  Weimer 2017.
27. 1 2  Giddens 1999.
28. ↑  Beck 1990.
29. 1 2  Beck 2006.
30. ↑  Roeser et al. 2012，第877-907頁.
31. ↑  Pietrocola et al. 2021.
32. 1 2  约翰·斯科特 & 戈登·马歇尔 2023，第1192-1193頁.
33. ↑  Giddens 1990.
34. ↑  安东尼·吉登斯 2000，第77-80頁.
35. 1 2  Caplan 2000，第6頁.
36. ↑  Beck 1992a，第23頁.
37. ↑  Giddens 1991，第6頁.
38. ↑  Giddens 2002，第35頁.
39. ↑  Holzer & Sørensen 2003.
40. 1 2 3  乌尔里希·贝克 2018，第234-235頁.
41. ↑  乌尔里希·贝克 2018，第245-246頁.
42. ↑  乌尔里希·贝克 2001，第106-107頁.
43. ↑  Beck 1992a，第223頁.
44. ↑  Beck 1994，第37頁.
45. 1 2  Beck 1997，第418-420頁.
46. ↑  Mythen 2004，第157-179頁.
47. 1 2 3  Beck 2002.
48. 1 2 3  Beck 2009.
49. ↑  安东尼·吉登斯 2000，第109-111頁.
50. 1 2  Mythen 2005.
51. 1 2 3  Burgess, Wardman & Mythen 2018.
52. ↑  Mythen 2004，第50-52頁.
53. ↑  Elliott 2002.
54. 1 2  Lupton & Tulloch 2001.
55. 1 2  Cottle 1998.
56. ↑  Mythen 2004，第68-72頁.
57. ↑  Petersen 1996.
58. ↑  Lupton 1993.
59. ↑  鲍磊 2016.
60. 1 2 3  Wilkinson 2001.
61. ↑  Boholm 1996.
62. ↑  郑作彧 & 吴晓光 2021.

### 文献
- Bauman, Z. . European Journal of Social Work. 2000, 3 (1): 5–11  [2025-06-27]. ISSN 1369-1457. doi:10.1080/714052807.
- Beck, Ulrich. . 由Ritter, Mark翻译. London: Sage Publications. 1992a. ISBN 978-0-8039-8346-5.
- Beck, Ulrich. . Theory, Culture & Society. 1992b, 9 (1): 97–123  [2025-06-27]. ISSN 0263-2764. doi:10.1177/026327692009001006.
- Beck, Ulrich; Beck-Gernsheim, Elisabeth. . SAGE. 2001-11-20. ISBN 978-1-4462-2341-3 （英语）.
- Beck, Ulrich. . International Journal of Political Economy. 1990, 20 (1)  [2025-06-21]. ISSN 0891-1916.
- Beck, Ulrich. Beck, Ulrich; Giddens, Anthony; Lash, Scott , 编. . Cambridge: Polity Press. 1994.
- Beck, Ulrich. . Organization & Environment. 1997, 10 (1)  [2025-06-22]. ISSN 1086-0266.
- Beck, Ulrich. . Theory, Culture & Society. 2002, 19 (4): 39–55  [2025-06-29]. ISSN 0263-2764. doi:10.1177/0263276402019004003.
- Beck, Ulrich. . Economy and Society. 2006, 35 (3): 329–345  [2025-06-29]. ISSN 0308-5147. doi:10.1080/03085140600844902.
- Beck, Ulrich. . Constellations. 2009, 16 (1): 3–22  [2025-06-29]. ISSN 1351-0487. doi:10.1111/j.1467-8675.2009.00534.x.
- Boholm, Åsa. . Ethnos. 1996, 61 (1-2): 64–84  [2025-06-29]. ISSN 0014-1844. doi:10.1080/00141844.1996.9981528.
- Burgess, Adam; Wardman, Jamie; Mythen, Gabe. . Journal of Risk Research. 2018-01-02, 21 (1): 1–5  [2025-06-29]. ISSN 1366-9877. doi:10.1080/13669877.2017.1383075 .
- Caplan, Pat. . Caplan, Pat  (编). . London: Pluto Press. 2000: 1–28. ISBN 978-0-7453-1463-1.
- Cottle, Simon. . European Journal of Communication. 1998, 13 (1): 5–32  [2025-06-28]. ISSN 0267-3231. doi:10.1177/0267323198013001001.
- Elliott, Anthony. . Sociology. 2002, 36 (2): 293–315  [2025-06-28]. ISSN 0038-0385. doi:10.1177/0038038502036002004.
- Fischer, Frank. Beck, Ulrich , 编. . Organization & Environment. 1998, 11 (1)  [2025-06-21]. ISSN 1086-0266.
- George Ritzer (编). . . Thousand Oaks, Calif.: Sage: 648–650. 2005.
- Giddens, Anthony. . Cambridge, England: Polity Press. 1990.
- ——— . . Cambridge, England: Polity Press. 1991.
- ——— . . Cambridge, England: Polity Press. 1998.
- ——— . . Modern Law Review. 1999, 62 (1): 1–10. ISSN 1468-2230. doi:10.1111/1468-2230.00188.
- ——— .  2nd. London: Profile Books. 2002. ISBN 978-1-86197-429-7.
- Giddens, Anthony; Pierson, Christopher. . 1998.
- Hanlon, Gerard. . Critical Perspectives on Accounting. The Contours of Critical Accounting. 2010-03-01, 21 (3)  [2025-06-21]. ISSN 1045-2354. doi:10.1016/j.cpa.2009.03.005.
- Holzer, Boris; Sørensen, Mads P. . Theory, Culture & Society. 2003-04-01, 20 (2)  [2025-06-22]. ISSN 0263-2764. doi:10.1177/0263276403020002005 （英语）.
- Jarvis, Darryl S.L. . Global Society. 2007-01-01, 21 (1)  [2025-06-21]. ISSN 1360-0826. doi:10.1080/13600820601116468.
- Lupton, Deborah; Tulloch, John. . Sociological Research Online. 2001, 5 (4): 26–36  [2025-06-29]. ISSN 1360-7804. doi:10.5153/sro.547.
- Lupton, Deborah. . International Journal of Health Services. 1993, 23 (3): 425–435  [2025-06-29]. ISSN 0020-7314. doi:10.2190/16AY-E2GC-DFLD-51X2 .
- Mythen, Gabe. . The Sociological Review. 2005, 53 (1): 129–149  [2025-06-28]. ISSN 0038-0261. doi:10.1111/j.1467-954X.2005.00506.x.
- Mythen, Gabe. . Pluto Press. 2004. ISBN 978-0-7453-1814-1.
- Petersen, Alan R. . The Australian and New Zealand Journal of Sociology. 1996, 32 (1): 44–57  [2025-06-29]. ISSN 0004-8690. doi:10.1177/144078339603200105.
- Pietrocola, Maurício; Rodrigues, Ernani; Bercot, Filipe; Schnorr, Samuel. . Science & Education. 2021, 30 (2)  [2025-06-21]. ISSN 0926-7220. PMC 7685186 . PMID 33250574. doi:10.1007/s11191-020-00176-w.
- Roeser, Sabine; Hillerbrand, Rafaela; Sandin, Per; Peterson, Martin (编). . Dordrecht: Springer Netherlands. 2012. ISBN 978-94-007-1432-8. doi:10.1007/978-94-007-1433-5 （英语）.
- Weimer, Maria. . European Journal of Risk Regulation. 2017, 8 (1)  [2025-06-21]. ISSN 1867-299X.
- Wilkinson, Iain. . Current Sociology. 2001, 49 (1): 1–22  [2025-06-29]. ISSN 0011-3921. doi:10.1177/0011392101049001002.
- 安东尼·吉登斯. . 人文与社会译丛. 由田禾翻译. 南京: 译林出版社. 2000. ISBN 978-7-8065-7029-6.
- 鲍磊. . 学习与探索. 2016, 2016 (5): 28–34. CNKI XXTS201605006.
- 乔治·瑞泽尔.  第七版. 上海文化出版社. 2022: 418-420. ISBN 978-7-5535-2380-4.
- 乌尔里希·贝克. . 当代西方学术对话译丛. 由路国林翻译. 杭州: 浙江人民出版社. 2001. ISBN 978-7-213-02343-9.
- 乌尔里希·贝克. . 由张文杰; 何博闻翻译. 南京: 译林出版社. 2018. ISBN 978-7-5447-7062-0.
- 乌尔里希·贝克; 安东尼·吉登斯; 斯科特·拉什. . 由赵文书翻译. 北京: 商务印书馆. 2001. ISBN 978-7-1000-3278-0.
- 约翰·斯科特; 戈登·马歇尔 (编). .  第4版. 北京: 商务印书馆. 2023: 1192-1193. ISBN 978-7-100-22176-4.
- 杨君. . 学习与实践. 2021, (11): 106–117. doi:10.19624/j.cnki.cn42-1005/c.2021.11.011.
- 郑红娥; 宋冉冉. . 社会主义研究. 2009, (6): 143-145.
- 郑作彧; 吴晓光. . 吉林大学社会科学学报. 2021, 61 (6): 83–94.
- 张文霞; 赵延东. . 科学与社会. 2011, 1 (2): 53-63.